# Проспект Генерала Паса
Проспект Генерала Паса (ісп. Avenida General Paz) — кільцева вулиця навколо Буенос-Айреса, є національною автострадою № А001. Є однією з небагатьох безкоштовних аргентинських автострад. Майже упродовж всієї довжини вулиця має по три смуги руху в кожному напрямку.

## Історія
Федеральний закон № 2,089 від 1887 року встановив межі міста Буенос-Айрес. Стаття 6 цього закону наголошувала, що вулиця Генерала Паса має стати кордоном і відокремити місто від провінції.
Отримала свою назву на честь Хосе Марія Паса. Автором проекту був Паскуаль Палассо, будівельні роботи очолював Хосе Марія Сабалла Карбо. Це було перше шосе, збудоване у країні.

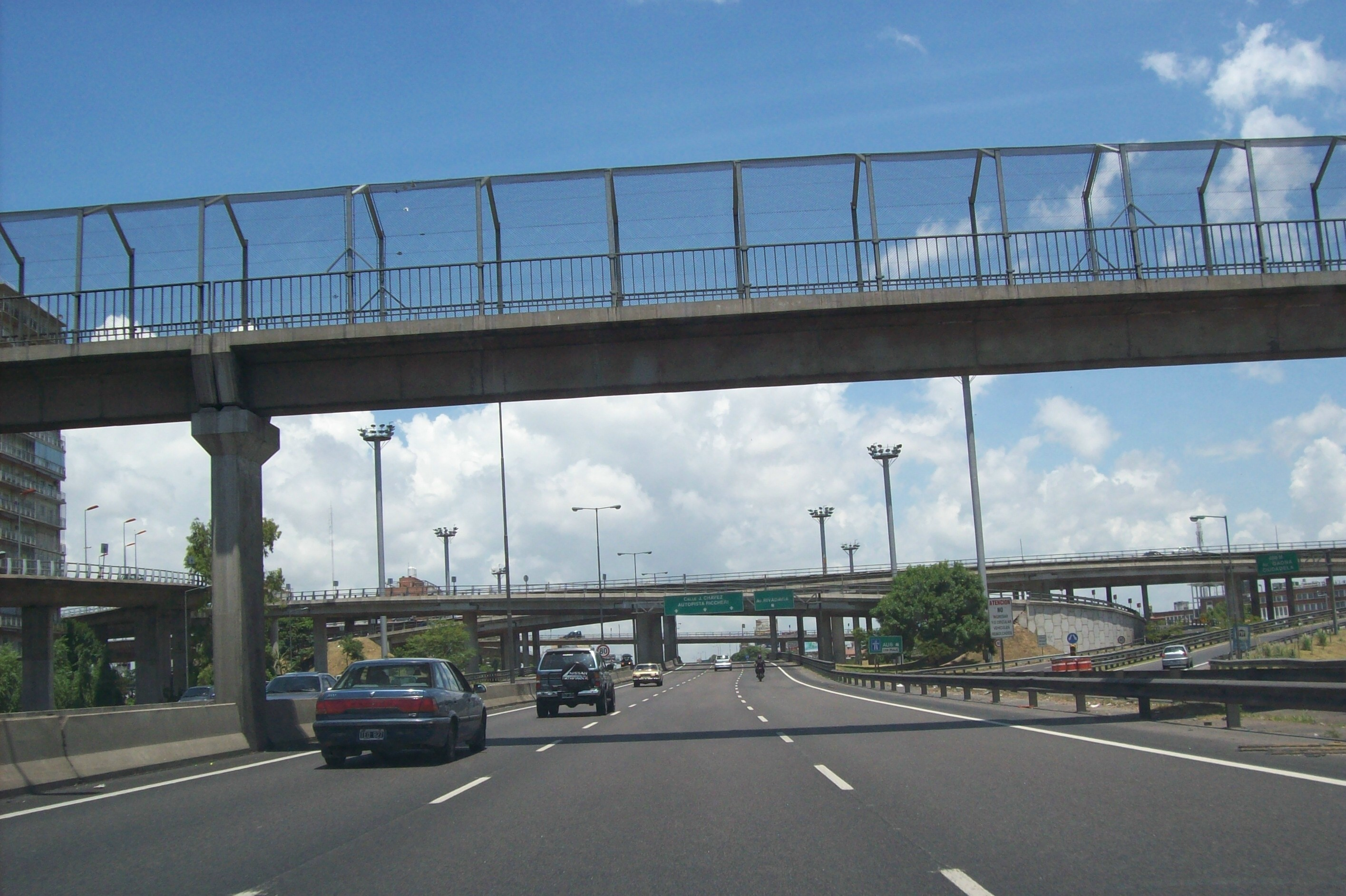
Проспект Генерала Паса на перетині з 7 шосе

Будівництво розпочалось 8 червня 1937 року. Трасу було введено в експлуатацію 5 липня 1941 року.
У 1996 році трасу було модернізовано, розширено до трьох смуг у кожному напрямку та до п'яти у місцях перетину з Панамериканською магістраллю та деякими іншими швидкісними трасами.